# Strongylacidon bermudae
Strongylacidon bermudae är en svampdjursart som först beskrevs av de Laubenfels 1950.  Strongylacidon bermudae ingår i släktet Strongylacidon och familjen Chondropsidae.
Artens utbredningsområde är Bermuda. Inga underarter finns listade i Catalogue of Life.